# فيليب أوتيلي
فيليب أوتيلي (بالإنجليزية: َPhilip Otele)‏ (من مواليد 15 أبريل 1999 في نيجيريا) هو لاعب كرة قدم نيجيري يلعب حالياً في نادي الوحدة الإماراتي كلاعب جناح.

## روابط خارجية
فيليب أوتيلي على موقع قاعدة بيانات كرة القدم.إي يو (الإنجليزية)
- فيليب أوتيلي على موقع Soccerway.com (الإنجليزية)